# Anders Wendin

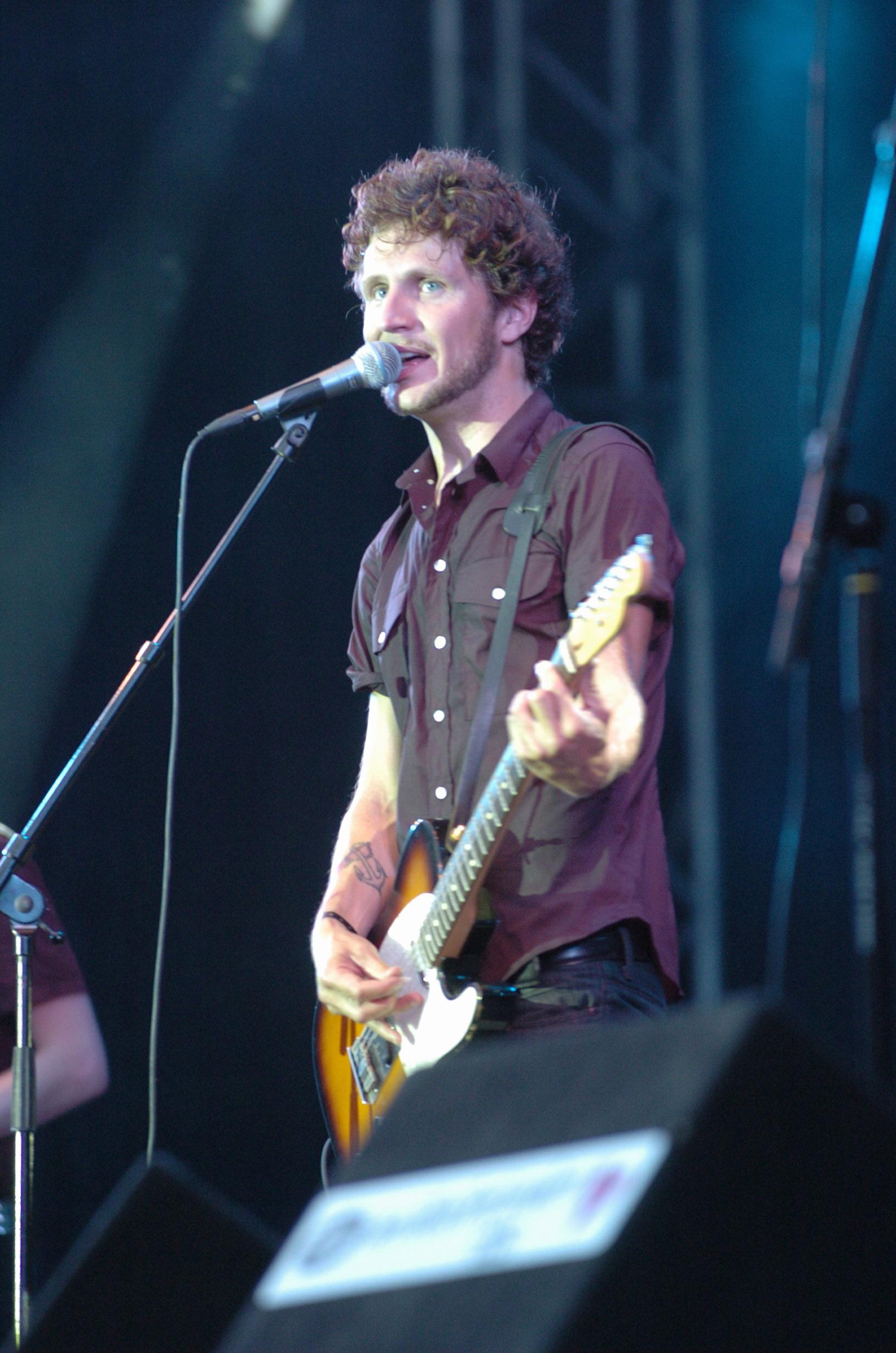
Moneybrother

Anders Olof Wendin (Ludvika, 16 maart 1975) is een Zweeds rockartiest, best bekend van zijn soloproject Moneybrother.

## Achtergrond
Anders Wendin werd op 16 maart 1975 geboren in Ludvika, een plaats in de provincie Dalarna. Na in 1994 de punk/skaband 'Monster' te hebben opgericht brachten zij 2 platen uit. De band stopte in 2000, Anders Wendin ging ook in het jaar 2000 solo. 
Onder de naam Moneybrother ging hij muziek maken die het best te omschrijven valt als soul-georiënteerd met invloeden van rock, punk en reggae. Zijn muziek is dan ook variërend van ballads tot "catchy" popsongs. De meeste nummers van Moneybrother zijn Engelstalig, hoewel het album 'Pengabrorsan' (Zweeds voor Moneybrother, oftewel "geldbroer") een album is met Zweedstalige covers van diverse Engelstalige nummers.
Op het podium treedt Wendin op met zijn band The Panthers. Gebruikte instrumenten zijn onder andere de piano, de saxofoon, de gitaar en het orgel.

## Band

### Huidige leden
- Patrick Andersson - gitaar
- Lars Skoglund - drums
- Gustav Bendt - saxofoon, backing vocals
- Henrik Nilsson - bass
- Patrik Kolar - orgel, piano

### Voormalige leden
- Indy Neidell - orgel, piano
- Magnus Henriksson - drummer
- August Berg - drummer
- Viktor Brobacke - trombone, backing vocals
- Henrik Svensson - gitaar

## Discografie

### Albums
- Blood Panic (2003)
- To Die Alone (2005)
- Pengabrorsan (2006)
- Mount Pleasure (2007)
- Real Control (2009)

### Elpees (ep's)
- Thunder in My Heart (2002)

### Singles
- Reconsider Me (2003)
- Stormy Weather (2003)
- It's Been Hurting All the Way With You, Joanna (2003)
- They're Building Walls Around Us (2005)
- Blow Him Back Into My Arms (2005)
- My Lil Girl's Straight From Heaven (2005)
- Dom vet ingenting om oss (2006)
- Downtown Train (Tåget som går in till stan) (2007)
- Just Another Summer (2007)
- Guess Who's Gonna Get Some Tonight (2007)
- Down At The R (2007)
- Born Under a Bad Sign (2009)

### Compilatie
- Rebell 10 år (2004)